# Gut Kaldenhof
Das Gut Kaldenhof ist ein wahrscheinlich aus einer Burganlage hervorgegangenes Rittergut südöstlich der Gemeinde Ostercappeln im Osten des Landkreises Osnabrück in Niedersachsen. Bedeutsam ist das Gut als Geburtsort von Ludwig Windthorst, dem führenden Politiker der Deutschen Zentrumspartei im Deutschen Kaiserreich, im Jahr 1812. Sein Vater verwaltete das Anwesen nebenamtlich.

## Geschichte

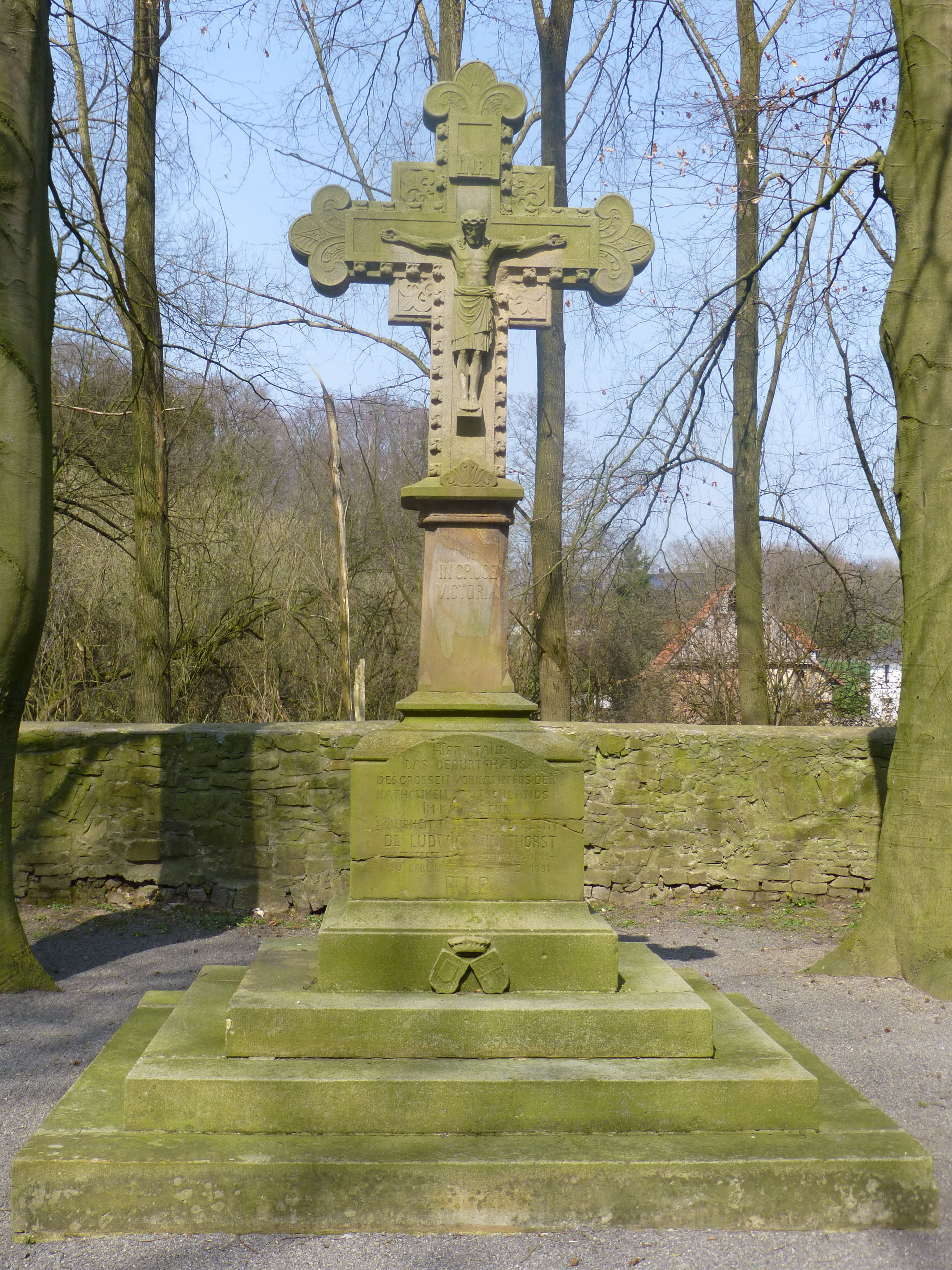
Das Denkmal für Ludwig Windthorst

Eine vorangegangene Burganlage auf Gut Kaldenhof spiegelt sich nicht in der historischen Überlieferung wider. Im Jahre 1350 wird Gut Caldenhof als Lehen des Bistums Osnabrück erstmals urkundlich erwähnt. Das aus einem Meierhof entstandene Gut gehörte damals einem Arnold von Haverbeck. 1534 wurde der Amtmann zu Horstmar, Heidenreich Droste zu Vischering, mit dem Gut belehnt. Den Drostes zu Vischering auf Schloss Darfeld gehört das Gut noch heute.

## Beschreibung
Das letzte Herrenhaus des Gutes Kaldenhof wurde im 17. Jahrhundert erbaut und 1910 niedergelegt. Heute existieren nur noch die Grundmauern des einstöckigen Gebäudes.
Auf einem Lageplan des Gutes Kaldenhof aus dem Jahr 1805 ist westlich des Ritterguts ein Hügel von ca. 100 m Durchmesser mit einem ungefähr 50 × 20 m großen, ovalen Plateau eingezeichnet. Dies entspricht dem Erscheinungsbild eines Mottenhügels. Das östlich gelegene Herrenhaus liegt mit drei Nebengebäuden auf einer umgräfteten, ungefähr quadratischen Insel. Möglicherweise ist es aus dem Wirtschaftshof der Motte entstanden. Die Gutsanlage selbst besaß zwei Vorburgen.

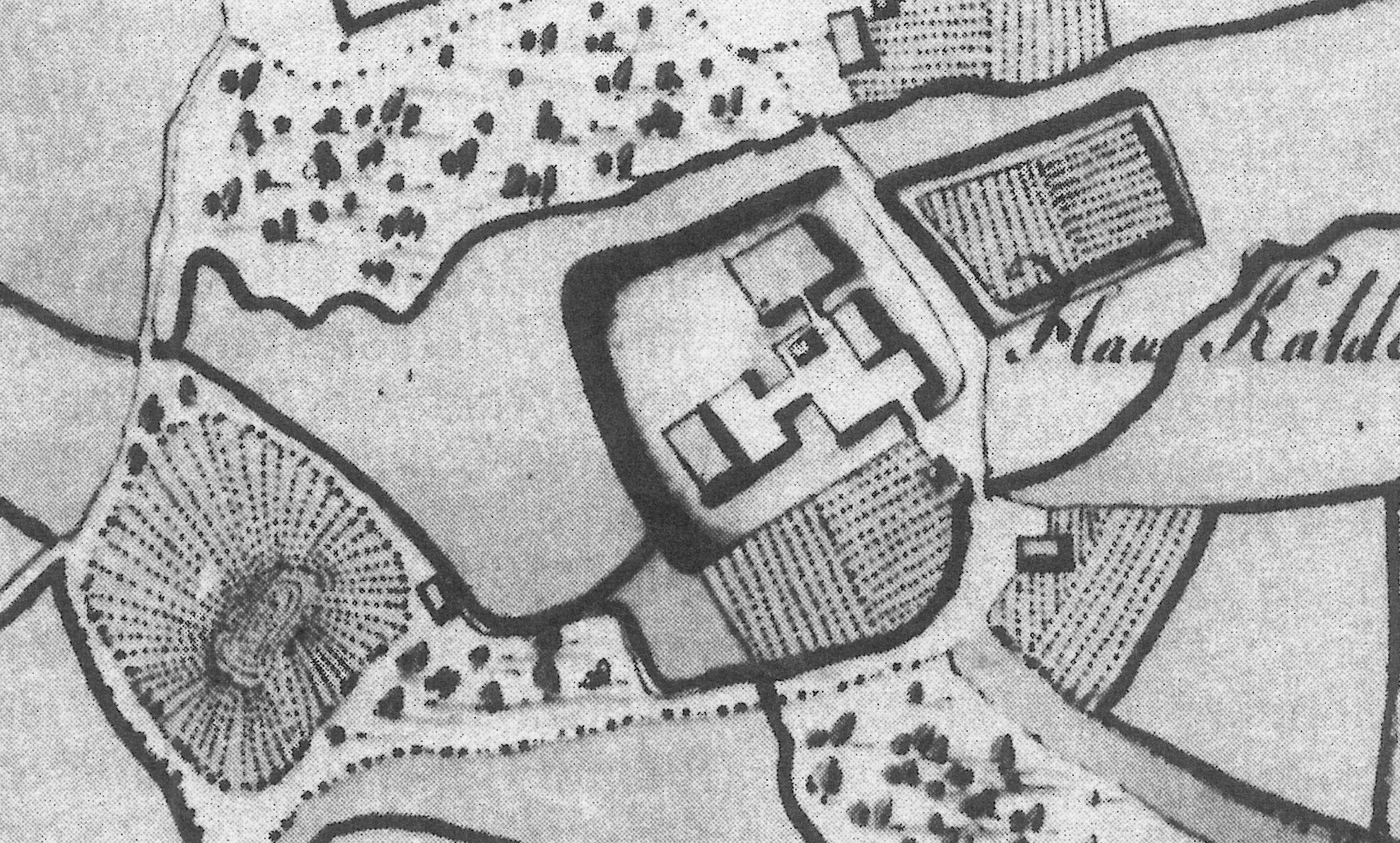
Plan von Gut Kaldenhof mit dem Mottenhügel im Jahr 1805